# 県 (中華民国)
県（繁体字表記：縣、発音：xiàn、英語：county）は、中華民国の地方行政組織の一つ。現在の台湾の地方行政組織として存在しているが、もともとは国民政府が中国大陸にあった時の地方制度がそのまま台湾に持ち込まれたものである。
日本の地方制度は、都道府県（ないし政令指定都市）と市町村との「二層構造」であるのに対し、台湾（中華民国）の地方制度は、省・直轄市、県・市、県轄市・鎮・郷の「三層構造」となっている。日本でも明治時代には府県と市町村との間に「郡」が府県と市町村の間の自治体として機能していたが、台湾の県はこれに該当するといえる。
1998年に、県の上位に位置する台湾省が虚省化（事実上の機能停止）されたため、台湾の地方行政制度は日本のような二層構造に近づいている（福建省も虚省化された）が、省が得ていた税収に関して、直轄市である台北市や高雄市は相当分を市財政として使えるのに対して、県や市では中央政府に取られるなど、財政上の格差が残っている。こうした格差への不満から、いくつかの自治体は直轄市への昇格を望んでいる。

## 参考資料
1. ↑  川瀬光義「地方自治―｢精省｣後の自治体財政―」佐藤幸人・竹内孝之編『陳水扁再選―台湾総統選挙と第二期陳政権の課題―』(アジア経済研究所トピックリポートNo.51)、2004年